# Kościół św. Michała Archanioła w Poczerninie
Kościół św. Michała Archanioła w Poczerninie – katolicki kościół parafialny zlokalizowany we wsi Poczernin w gminie Stargard, w powiecie stargardzkim (województwo zachodniopomorskie).

## Historia i architektura
Murowany z kamienia i cegły kościół został zbudowany w XV wieku. Wzniesiony na planie prostokąta, jest budowlą salową, od wschodu zamkniętą pięciobocznie. W XVI wieku do kościoła dostawiona została kamienna wieża o wysokości 42 m, nakryta w 1850 roku drewnianym hełmem. W jej przyziemiu znajduje się ostrołukowy, trójuskokowy portal. Dwa pozostałe ostrołukowe portale znajdują się w ścianach bocznych kościoła. Murowany korpus wieży zdobiony jest blendami z różnokształtnymi otworami. W ścianach bocznych kościoła znajdują się po trzy ostrołukowe okna i uskokowe oculusy. Trzy okna umieszczone są także w części prezbiterialnej.
Wnętrze kościoła nakrywa deskowany strop, na wyposażeniu znajdują się drewniane empora, ambona i ławki. Balustrada ambony pochodzi z 1600 roku. W ścianie wschodniej znajduje się gotyckie tabernakulum ścienne w formie niszy o wymiarach 69 × 39 cm, zamykane podwójną kratą i drewnianymi drzwiczkami, w środku wyłożone drewnem i pokryte polichromią. W kościele zachował się XVI-wieczny, polichromowany gotycki krucyfiks o wymiarach 210 × 175 cm, z medalionami z wizerunkami Ewangelistów na zakończeniach ramion krzyża.
Po II wojnie światowej kościół został konsekrowany jako świątynia katolicka w dniu 12 sierpnia 1945 roku.